# 布维尔 (厄尔-卢瓦省)
布维尔（法語：Bouville，法語發音：[buvil] ⓘ）是法国厄尔-卢瓦省的一个市镇，属于沙托丹区。

## 地理
布维尔（48°15'35"N, 1°22'41"E）面积15.65 平方千米，位于法国中央-卢瓦尔河谷大区厄尔-卢瓦省，该省份为法国北部内陆省份，北起顺时针与厄尔省、伊夫林省、埃松省、卢瓦雷省、卢瓦-谢尔省、萨尔特省和奧恩省接壤。
与布维尔接壤的市镇（或旧市镇、城区）包括：吕普朗泰、博斯地区维特赖、阿吕。

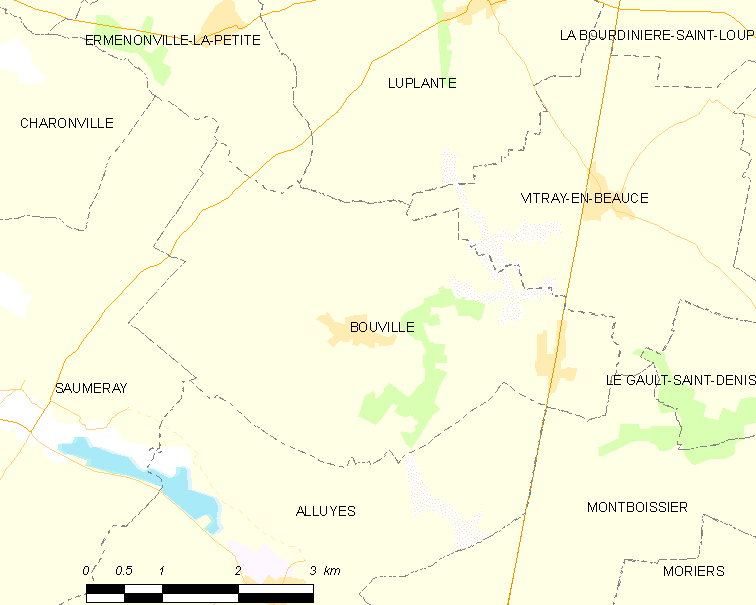
的OSM定位图

布维尔的时区为UTC+01:00、UTC+02:00（夏令时）。

## 行政
布维尔的邮政编码为28800，INSEE市镇编码为28057。

## 政治
布维尔所属的省级选区为莱维拉日沃韦安县。

## 人口

1962-2008年间人口变化图示

布维尔于2022年1月1日时的人口数量为553人。